# Machault, Ardennes

Machault este o comună în departamentul Ardennes din nordul Franței. În 1 ianuarie 2022 avea o populație de 492 de locuitori.